# 蒙塞拉特山
41°35′30″N 1°50′16″E / 41.59167°N 1.83778°E

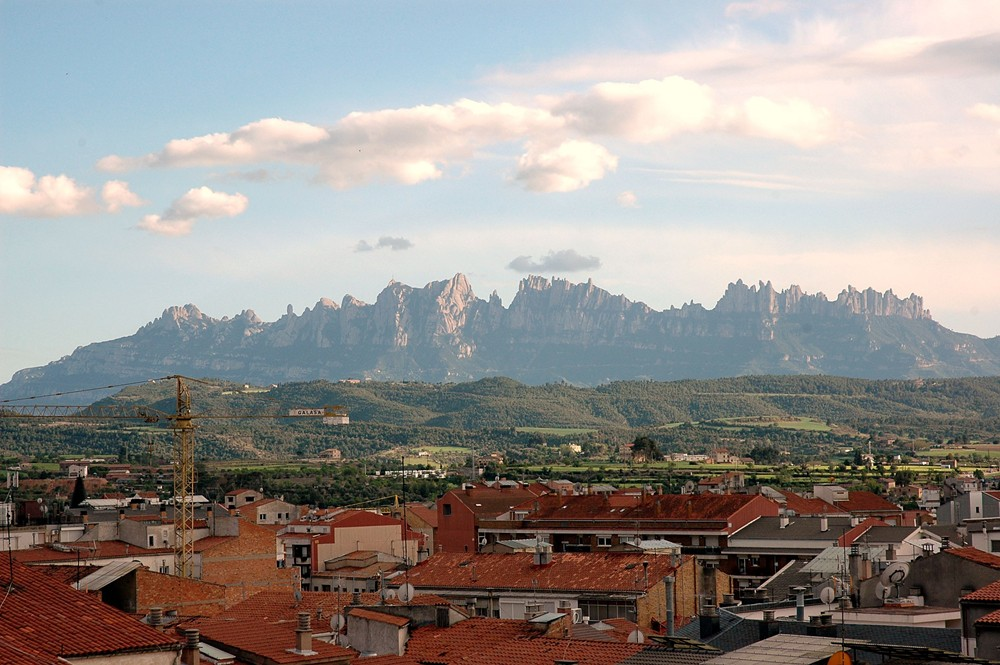
從曼雷薩眺望蒙特塞拉特山

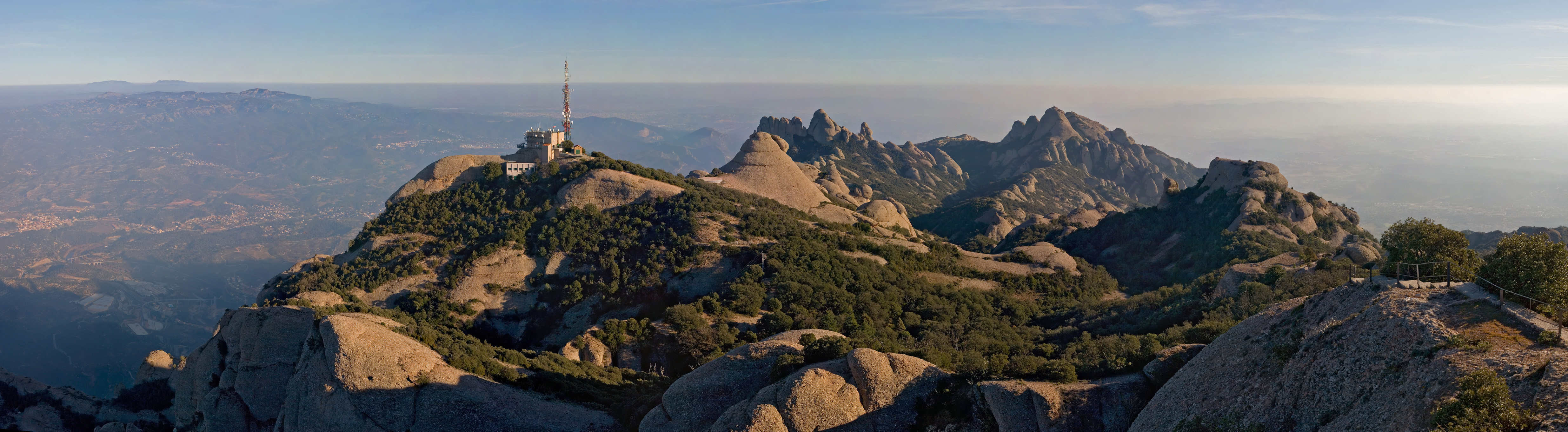

蒙塞拉特山（發音：[munsəˈrat]），又譯為蒙特塞拉特山、蒙瑟拉特山，是位於西班牙加泰羅尼亞的山峰，屬於加泰羅尼亞前海岸山脈的一部分，海拔高度1,236米，山體由礫岩組成。其加泰隆尼亞語原意為「鋸齒山」，得名自其崎嶇有如鋸齒的山體。山腰上有歷史悠久的蒙塞拉特修道院。

## 外部連結
- LARSA Montserrat （页面存档备份，存于） Montserrat General Information
- Gallery of oblique aerial photos of Montserrat （页面存档备份，存于）, by Doc Searls
- Getting to Montserrat from Barcelona city